# الاتحاد العمالي العام في لبنان
الاتحاد العمالي العام في لبنان (CGTL) ( بالفرنسية Confédération Générale des Travailleurs Libanais (CGTL)) هو تجمع نقابي وطني في لبنان . تأسست عام 1958، ويبلغ عدد أعضائها 200 ألف عضو. الرئيس الأصلي للاتحاد أنطوان بشارة، تولى الرئاسة من 1983 إلى 1991 وصمم شعاره.
خلال الأزمة الاقتصادية عام 1996، دعا اتحاد نقابات العمال (CTU) إلى إضراب عام في 28 نوفمبر تحت شعار "خبز، تعليم، حرية". وفرقت قوات الجيش والشرطة المظاهرة واعتقلت 50 شخصا. 
وفي الربيع التالي، ألقت قوات الأمن القبض على إلياس أبو رزق، رئيس الاتحاد العمالي العام في لبنان المعاد انتخابه حديثاً، ووجهت إليه تهم "اغتصاب السلطة السياسية" و"نشر معلومات كاذبة". وأُلقي القبض عليه مرة أخرى، في مايو/أيار ويونيو/حزيران، واعتمدته منظمة العفو الدولية باعتباره سجين رأي. تم استبداله كزعيم لـلإتحاد بغانم الزغبي في انتخابات "صورية". ودعا الزغبي إلى إضراب عام، لكن تم تجاهله في الغالب. وقد تعرض لانتقادات بسبب فشله في إدانة عنف أجهزة الأمن. أطلق أبو رزق منظمة منافسة هي الإتحاد العمالي العام في لبنان المستقلة والتي اعترفت بها منظمة العمل الدولية وبدعم من الاتحاد الوطني للعمال والموظفين في لبنان أنذاك، وهو أكبر منظمة عضو في الإتحاد العمالي العام في لبنان.